# زجاجة المصابيح (كتاب)
زجاجة المصابيح هو أحد كتب الحديث النبوي الذي يدعم المذهب السني الحنفي في الإسلام. ينقسم الكتاب إلى خمسة مجلدات ويحتوي على إجمالي 6634 حديثًا. ألف الكتاب حضرة عبد الله شاه نقشبندي، وهو عالم إسلامي من حيدر أباد بالهند، ونُشر الكتاب لأول مرة في عام 1960.
صيغ الكتاب بناءًا على شاكلة كتاب مشكاة المصابيح للتبريزي. يميل مشكاة المصابيح إلى المدرسة الفكرية الشافعية بينما قام النقشبندي بتأليف زجاجة المصابيح متأثرًا بالمذهب الحنفي. تحتوي المجلدات الخمسة على إجمالي 6634 حديث.
ترجم كل محمد منير الدين، وهو أحد أئمة الحرم المكي سابقًا، ومحمد عبد الستار خان نقشبندي، الرئيس السابق لقسم اللغة العربية بالجامعة العثمانية بحيدر أباد بالهند الكتاب إلى اللغة الأردية مع إضفاء حاشية لشرحه. تولي علماء الجامعة النظامية ترجمة الكتاب في وقت لاحق.

## محتويات الكتاب
يحتوي الكتاب على خمسة مجلدات يبلغ إجمالي عددها 6634 حديثًا.
- المجلد الأول من كتاب الإيمان إلى كتاب الصوم وفيه 2564 حديث.
- المجلد الثاني يبدأ من: فضل القرآن الكريم وينتهي بكتاب التحرير باب اليمين وفيه 1255 حديث.
- المجلد الثالث يبدأ بكتاب القصاص وينتهي بكتاب الأحلام وفيه 1170 حديث.
- المجلد الرابع يبدأ بكتاب الآداب وينتهي بكتاب الفتن وفيه 1093 حديث.
- يبدأ المجلد الخامس بكتاب فضل الرسول الكريم وينتهي بامتياز هذه الأمة في 552 حديثًا.

## روابط خارجية
- Zujajah Noorul Masabih Website نسخة محفوظة 5 أغسطس 2018 على موقع واي باك مشين.